# Reino da Ilíria (1816–1849)

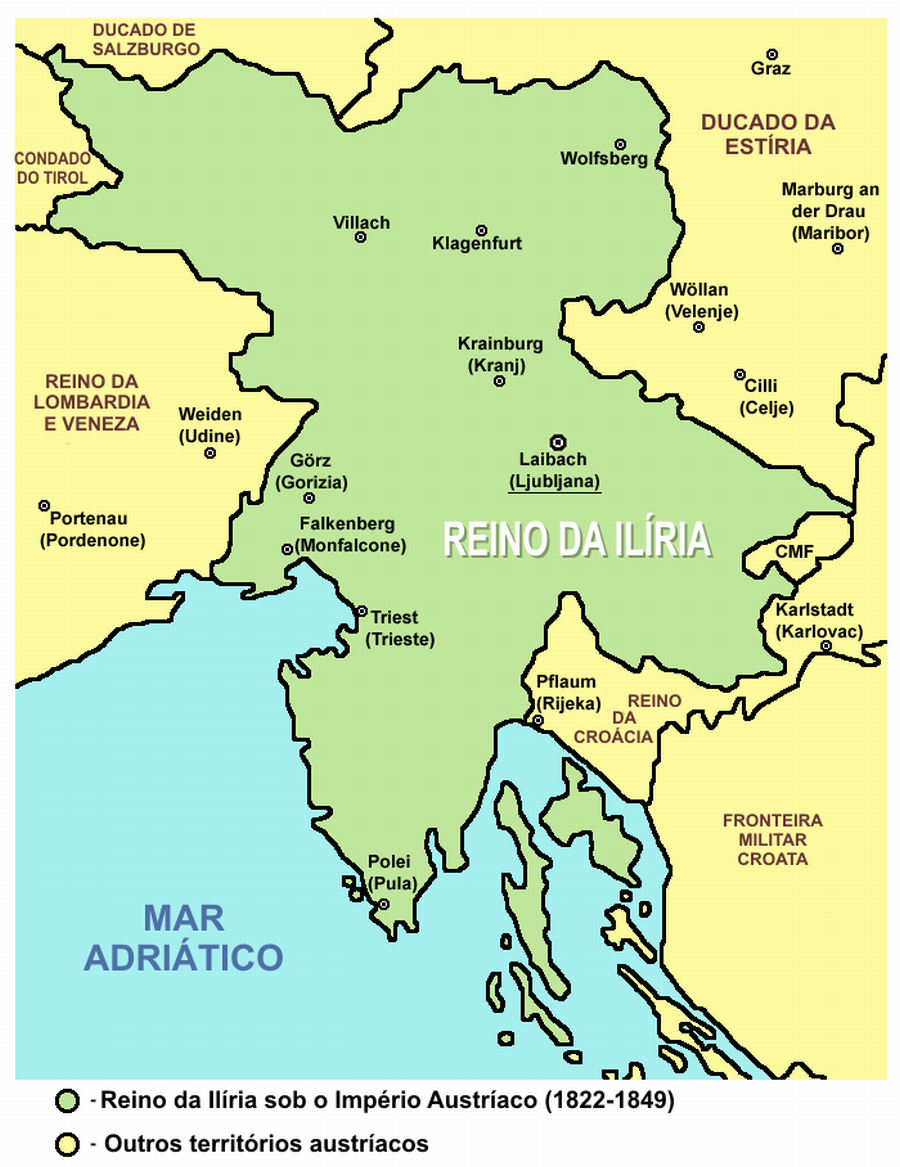
Mapa do Reino da Ilíria 1822-1849

O Reino da Ilíria foi uma terra da coroa do Império Austríaco entre os anos de 1816 a 1849, havendo sucedido ao estado napoleônico das Províncias Ilírias, reconquistada durante a  Guerra da Sexta Coalizão; tinha por centro administrativo a atual cidade de Liubliana (então sob o nome alemão de Laibach).
Durante as Revoluções de 1848 o reino foi dissolvido e dividido entre as terras da Coroa Austríaca de Carníola, Caríntia e o Litoral Austríaco.